# Faraoani
Faraoani é uma comuna romena localizada no distrito de Bacău, na região de Moldávia. A comuna possui uma área de 38.92 km² e sua população era de 5554 habitantes segundo o censo de 2007.